# 2011 ES4
2011 ES4 — навколоземний астероїд групи Аполлона діаметром прибл. 25—49 м. Виявлений 2 березня 2011 року, коли перебував на відстані близько 8,1 млн км (0,054 а. о.) від Землі і мав сонячну елонгацію 159 градусів. Зближення із Землею відбулося 13 березня 2011 року та 1 вересня 2020 року. Астероїд має коротку дугу спостереження (4 дні), і не спостерігався з березня 2011 року.

## Опис
Астероїд 2011 ES4 належить до групи Аполлона, які часто пролітають поблизу Землі й перетинають її орбіту.
Ексцентриситет орбіти цього астероїда складає 0,243, абсолютна зоряна величина — 25,7. Мінімальна відстань перетину орбіти MOID Землі — 60 000 км, Юпітера — 3,6 а. о., Інваріант Тіссерана Юпітера T_jup — 5,659.
Один оберт навколо Сонця астероїдом відбувається за 416 земних діб або 1,14 земного року, його відстань від Сонця варіюється від 203 до 124 млн км. Центр малих планет зафіксував 44 спостереження об'єкта.
Епоха — JD 2458600.5, геліоцентрична екліптика — J2000.

## Спостереження

### 2019
Спостереження NEODyS і JPL Horizons показали, що астероїд наближався до точки протистояння (положення навпроти Сонця в небі) приблизно 8—13 грудня 2019 року з видимою величиною 24,8 (зоряна величина 24,8 приблизно в 30 разів слабкіше, ніж більш поширена величина 21, виявлена автоматичними зйомками об'єктів, що зближуються із Землею). Під час протистояння невизначеність положення астероїда в небі охопила близько 3,8 градуса неба.

### 2020
1 вересня 2020 року астероїд пройшов близько 120 000 км від Землі зі швидкістю 8 км на секунду.